# Château de Moreira de Rei
Le château de Moreira de Rei est une ancienne fortification militaire médiévale située dans la freguesia de Moreira de Rei (pt), sur le territoire de la municipalité de Trancoso (district de Guarda, Portugal).
Situé sur un affleurement granitique dominant l'ancien village et la vallée du Coa, il ne fut pas inclus dans les rénovations gothiques du milieu du XIIIe siècle et du début du XIVe siècle. Abandonné pendant des siècles, il tomba en ruine, exigeant aujourd'hui une attention accrue de la part du gouvernement.
Les ruines sont classées Monument national depuis 1932. 